# Adam Bleuel
Adam Bleuel (* 20. Juni 1846 in Hofbieber; † 5. Januar 1924 ebenda) war ein deutscher Politiker und Abgeordneter des Provinziallandtags der preußischen Provinz Hessen-Nassau.

## Leben
Adam Bleuel wurde als Sohn des Landwirts Johannes Bleubel und dessen Gemahlin Elisabeth Katharina Ducker geboren. In seinem Heimatort war er Bürgermeister und nahm gleichzeitig die Funktion des Standesbeamten wahr. Er betätigte sich politisch und wurde 1901 zum Abgeordneten des Kurhessischen Kommunallandtags für den Regierungsbezirk Kassel gewählt. Dieses Parlament wurde 1868 nach der Annexion des Kurfürstentums Hessen durch Preußen als Nachfolger der Kurhessischen Ständeversammlung gebildet und bestand aus 53 Abgeordneten. Es bestimmte aus seiner Mitte die Abgeordneten des Provinziallandtags der Provinz Hessen-Nassau, der oberhalb des Kommunallandtages angesiedelt war. Bleuel war von 1902 an als Abgeordneter in verschiedenen Ausschüssen tätig und blieb bis 1916 in diesen Ämtern.